# Замглайське аграрне професійно-технічне училище
Замглайське аграрне професійно-технічне училище — колишній державний професійно-технічний навчальний заклад ІІ рівня акредитації, що готував кваліфікованих робітників для агропромислового комплексу та підприємств громадського харчування за освітньо-кваліфікаційним рівнем «спеціаліст». Розташовувалося в селищі міського типу Замглай Ріпкинського району Чернігівської області. Припинило діяльність у 2017 році.

## Спеціальності
Училище готувало фахівців наступних спеціальностей:
після 9-ти класів:
- тракторист-машиніст сільськогосподарського виробництва (категорії «А», «В», «С»); слюсар з ремонту сільськогосподарських машин та устаткування; водій автотранспортних засобів (категорія «С»)
- кухар; кондитер
- токар /термін навчання — 1 рік, без одержання повної загальної середньої освіти

Випускники одержували атестат про повну загальну середню освіту; диплом кваліфікованого робітника; кваліфікаційне посвідчення. Водії, трактористи отримували відповідні посвідчення на право керування транспортними засобами. Термін навчання — 3 роки.
після 11-ти класів:
- тракторист-машиніст сільськогосподарського виробництва (категорія «А»); водій автотранспортних засобів (категорія «С») /термін навчання — 1,5 роки/
- електрозварник ручного зварювання; водій автотранспортних засобів (категорія «С») /термін навчання — 1 рік/
- муляр; штукатур /термін навчання — 1 рік/

Випускники одержували диплом кваліфікованого робітника; кваліфікаційне посвідчення. Водії, трактористи отримують відповідні посвідчення на право керування транспортними засобами.

## Умови навчання
Навчання безкоштовне, учні отримували стипендію. Училище мало гуртожиток, проживання безкоштовне.
Для навчання в наявності були відповідні спеціалізовані кабінети, лабораторії, майстерні; автотранспортні засоби, сільськогосподарська техніка, майданчик для навчання початковому водінню.

## Курсова підготовка
В училищі здійснювалася курсова підготовка на наступні спеціальності:
- водій автотранспортних засобів (категорія «В»)
- водій мототранспортних засобів (категорія «А»)
- тракторист-машиніст сільськогосподарського виробництва (категорія «F»)

Термін навчання — 2 місяці

## Персоналії
- Лось Роман Миколайович (1984—2016) — сержант Міністерства внутрішніх справ України; учасник російсько-української війни.